# Dit zijn wij
Dit zijn wij is een Nederlandse remake van de Amerikaanse televisieserie This Is Us.
De serie is vanaf november 2019 te zien op de NPO 1 en bestaat uit zestien afleveringen. Na negen afleveringen werd de serie in januari 2020 vanwege tegenvallende kijkcijfers van NPO 1 naar NPO 3 verplaatst.
Dit zijn wij wordt geregisseerd door onder anderen Mark de Cloe. De Cloe zei over de remake: "In de Amerikaanse versie durven ze vol voor de emotie te gaan, terwijl in Nederland vaak wordt gezegd: doe maar gewoon, dan doe je al gek genoeg. Meestal krijg je dan te horen: doe maar een onsje minder. Daardoor krijgen we hier doorgaans vrij geminimaliseerde dramatische vertellingen waarin alles gerelativeerd wordt."

## Rolverdeling
De rolverdeling is als volgt:
| Personage              | Acteur                                                     | Opmerking |
| ---------------------- | ---------------------------------------------------------- | --------- |
| Johan Peters           | Vincent van der Valk                                       | Hoofdrol  |
| Anna Peters            | Fockeline Ouwerkerk                                        | Hoofdrol  |
| Edgar Peters           | Romano Haynes Augy Romein (jong)                           | Hoofdrol  |
| Katja Peters           | Esmée van Kampen Yanou van der Zwet Slotenmaker (jong)     | Hoofdrol  |
| Kasper Peters          | Kay Greidanus Thomas van Gent (jong), Tygo Westdijk (jong) | Hoofdrol  |
| Denise                 | Jasmine Sendar                                             | Hoofdrol  |
| Jacob                  | Dennis Willekens                                           | Hoofdrol  |
| Frank Lionaar          | Felix Burleson Kendrick Etmon (jong)                       | Hoofdrol  |
| Tara Peters            | Zora Hamel                                                 | Bijrol    |
| Zoë Peters             | Ki-Yara Lantveld                                           | Bijrol    |
| Dokter Farhang Khatami | Sabri Saad El-Hamus                                        | Gastrol   |
| Maarten                | Gerson Oratmangoen                                         | Bijrol    |
| Madelief               | Carolien Spoor                                             | Gastrol   |
| Mr. Sanders            | Henk Poort                                                 | Gastrol   |
| Regisseur Kees         | Martin Schwab                                              | Gastrol   |
| Huub Stapel            | Huub Stapel                                                | Gastrol   |
| Marco                  | Maarten Dannenberg                                         | Gastrol   |
| Maarten                | Jochem van Rooijen                                         | Muzikant  |
| Raven                  | Maarten Moerland                                           | Muzikant  |

Verder hebben onder meer Rian Gerritsen, Jurjen van Loon, Yootha Wong-Loi-Sing, Perla Thissen en Shirma Rouse een gastrol.

## Synopsis
De serie gaat over de jonge ouders Johan en Anna, en de 35-jarigen Katja, Kasper en Edgar. Allen worstelen ze met uitdagingen, en een zoektocht naar liefde en voldoening in het leven.

## Opnames
De opnames voor de serie begonnen in mei 2019. Er is onder meer in Den Haag gefilmd. Ook is er voor enkele scènes in het Noord-Hollandse Heiloo gefilmd, bij zwembad Het Baafje. Verder hebben opnames plaatsgevonden in Soest, Bergen aan Zee, Diemen, Hoofddorp, Utrecht, Leiden, Weesp en Haarlem.

## Kijkdichtheid
De eerste aflevering op NPO 1 trok ruim 862.000 kijkers.